# Ignorant Shit
Ignorant Shit è un mixtape collaborativo dei rapper statunitensi Soulja Boy e Bow Wow, pubblicato il 26 ottobre 2015 dall'etichetta SODMG.
È stato pubblicato a sorpresa dai rapper su vari siti di distribuzione di mixtape come DatPiff e LiveMixtapes.
L'8 novembre 2016 è stato pubblicato il video ufficiale di Fucking Up a Check sul canale ufficiale YouTube di Soulja Boy.

## Tracce
1. Intro – 3:12 (musica: MPC Cartel)
2. Ignorant Shit – 7:20 (musica: Jrelentlesz)
3. My House – 3:40 (musica: Jrelentlesz)
4. Ric Flair – 3:46 (musica: J.Moss On The Track)
5. That Way (Remix) – 3:30 (musica: Dmac & Jrelentlesz)
6. All About Paper (feat. Rich The Kid) – 4:51 (musica: London on da Track)
7. Fucking Up a Check – 3:59
8. Lean – 3:36 (musica: London on da Track)
9. Fight, Fuck, & Makeup – 2:59 (musica: Deities Music)
10. Louis Vuitton – 3:35 (musica: King Prez)
11. Want From a Nigga – 3:18 (musica: BRackz & MPC Cartel)

That Way (Remix) è un remix di That Way di Soulja Boy.
All About Paper è inclusa anche nel mixtape Real Soulja 4 Life di Soulja Boy del 2016.
Lean è accreditata come Soulja Got Me Leanin su Spotify.